# Epsilon Gruids
Epsilon Gruids (EGR) é uma chuva de meteoros que recebeu esta denominação por ter seu radiante próximo à estrela Epsilon Grouis na Constelação do Grou. Foi uma das duas primeiras chuvas de meteoros descobertas no Brasil.

## História
No início de 2016, o astrônomo amador Marcelo Zurita, ao analisar os meteoros registrados pela BRAMON nos anos de 2014 e 2015, percebeu uma concentração de meteoros na Constelação do Grou que ocorriam nos dois anos distintos, o que poderia indicar uma nova chuva de meteoros. A partir daí, juntamente com Carlos di Pietro iniciaram uma pesquisa para tentar comprovar matematicamente a existência da possível nova chuva de meteoros. Mas isso só foi possível em 2017, a partir do trabalho desenvolvido pelo também astrônomo amador Lauriston Trindade, que além de comprovar a chuva no Grou, também descobriu uma outra chuva na Constelação do Cinzel, a August Caelids. Em 20 de março de 2017, o Meteor Data Center, órgão ligado à União Astronômica Internacional (IAU), validou as duas chuvas de meteoros e tornou a Epsilon Gruids e a August Caelids as primeiras chuvas de meteoros descobertas por brasileiros.